# سمیتسه
سمیتسه (به چکی: Semice) یک منطقهٔ مسکونی در جمهوری چک است که در ناحیه نیمبورک واقع شده‌است. سمیتسه ۱٬۱۰۶ نفر جمعیت دارد.